# La Revue du cinéma (1928-1949)
La Revue du cinéma fue una revista mensual francesa dedicada al cine y fundada por Jean George Auriol en 1928 con el título Du cinéma. Rebautizada en octubre de 1929 (n.º 4) como La Revue du cinéma, sus colaboradores fueron André Gide, Marcel Aymé, Robert Aron, Jacques Brunius, Louis Chavance y Paul Gilson. Janine Bouissounouse fue su secretaria general. La publicación se suspendió en 1932, después del n.º 29.
La Revue du cinéma fue reeditada en 1946 por Gallimard, siempre bajo la dirección de Auriol, con la participación de André Bazin, Jacques Doniol-Valcroze y Joseph-Marie Lo Duca, entre otros. Su publicación cesó definitivamente en octubre de 1949, con el n.º 20. En 1951, varios de sus antiguos colaboradores, encabezados por Doniol-Valcroze, crearon Cahiers du cinéma, una revista dedicada a la memoria de Auriol, que había fallecido en un accidente de coche el año anterior.